# 2906 Caltech
Caltech (asteróide 2906) é um asteróide da cintura principal com um diâmetro de 57,98 quilómetros, a 2,8018555 UA. Possui uma excentricidade de 0,1137911 e um período orbital de 2 053,33 dias (5,62 anos).
Caltech tem uma velocidade orbital média de 16,75089193 km/s e uma inclinação de 30,6904º.
Este asteróide foi descoberto em 13 de Janeiro de 1983 por Carolyn Shoemaker.